# Parapagurus chuni
Parapagurus chuni är en kräftdjursart som beskrevs av Heinrich Balss 1911. Parapagurus chuni ingår i släktet Parapagurus och familjen Parapaguridae. Inga underarter finns listade i Catalogue of Life.